# Кехрокамбос
Кехрокамбос или Дарова (на гръцки: Κεχρόκαμπος, до 1926 година Δάροβα, Дарова) е село в Гърция, дем Места (Нестос), административна област Източна Македония и Тракия. 

## География
Разположено е североизточно от Кавала, на надморска височина от 360 метра, в планината Урвил.

## История

### В Османската империя
В XIX век е село в Саръшабанска каза на Османската империя. На австро-унгарската военна карта е отбелязано като Дариова (Dariova), също и на картата на Йоргос Кондоянис – Дариова (Δαρίοβα). Съгласно статистиката на Васил Кънчов („Македония. Етнография и статистика“) към 1900 година Дари Ова (Дере Ова) е турско селище и в него живеят 100 турци.
Според гръцка статистика към 1911 година селото е изцяло мюсюлманско с 1800 жители мюсюлмани.

### В Гърция
В 1913 година селото попада в Гърция след Междусъюзническата война. Според статистика от 1913 година има население от 1800 души. През 20-те години на XX век турското му население се изселва по споразумението за обмен на население между Гърция и Турция след Лозанския мир и на негово място са заселени гърци бежанци, които в 1928 година са 313 семейства с 1236 души, като селището е изцяло бежанско.
Споменато е като самостоятелно селище в 1924 година. Става част от тогавашния дем Орино по закона Каподистрияс от 1997 година. С въвеждането на закона Каликратис, Кехрокамбос става част от дем Места.
Българска статистика от 1941 година показва 2098 жители.
| Име     | Име       | Ново име    | Ново име    | Описание                                     |
| ------- | --------- | ----------- | ----------- | -------------------------------------------- |
| Омал    | Ομάλ      | Исиома      | Ισιωμα      | местност Ю от Кехрокамбос                    |
| Муратли | Μουρατλῆ  | Скопос Рема | Σκοπὸς Ρέμα | река, десен приток на Алани                  |
| Алани   | Αλάνι     | Платома     | Πλάτωμα     | река, десен приток на Места                  |
| Оскур   | Οσκούρ    | Камбос      | Κάμπος      | местност СИ от Кехрокамбос                   |
| Чалдаг  | Τσὰλ Ντάγ | Ксеровуни   | Ξεροβούνι   |                                              |
| Омал    | Ομάλ      | Омалон      | Ὁμαλὸν      |                                              |
| Тунелия | Τουνέλια  | Фрурион     | Φρούριον    | възвишение в Урвил (424 m), И от Кехрокамбос |

Според преброяването от 2001 година има 522 жители, а според преброяването от 2011 година има 359 жители.
| Година    | 1913 | 1920 | 1928 | 1940 | 1951 | 1961 | 1971 | 1981 | 1991 | 2001 | 2011 | 2021 |
| --------- | ---- | ---- | ---- | ---- | ---- | ---- | ---- | ---- | ---- | ---- | ---- | ---- |
| Население | 1800 | 1797 | 1474 | 1829 | 1789 | 1191 | 668  | 585  | 513  | 79   | 73   | 274  |

## Личности
Родени в Кехрокамбос
- Панайотис Пападопулос, гръцки депутат